# Michael Fishman
Michael Desmond Fishman, ameriški televizijski in filmski igralec, *22. oktober 1981, Port au Prince, Haiti. Najbolje ga poznamo v vlogi D.J. Connerja v ameriški seriji Roseanne.
Michael Fishman se je rodil 22. oktobra 1981 v Port au Princu, Haiti, muslimanskim staršem (Quatil je arabsko ime). Pri dveh letih se je preselil v Long Beach, Kalifornija, kjer se je njegova mama še enkrat poročila. Piše se po svojem očimu, Darylu Fishmanu. Ima starejšo sestro, Robyn Danielle Fishman (1978) in mlajšega brata, Matthewa Lewisa Fishmana (1991). Hodil je na Los Alamitos High School.
Pri osemnajstih letih se je poročil z Jennifer Briner, s katero ima dva otroka: sina in hčer.
V seriji Melrose Place igra Dylana Fosterja.

## Filmografija
| Year      | Title                              | Role          | Film/TV Series |
| --------- | ---------------------------------- | ------------- | -------------- |
| 1988–1997 | Roseanne                           | D.J. Conner   | TV serija      |
| 1996      | Hey Arnold!                        | Joey          | TV serija      |
| 1997      | Little Bigfoot 2: The Journey Home | Mike Holliday | film           |
| 1997      | Seinfeld                           | Gregg         | TV serija      |
| 1999      | Walker, Texas Ranger               | Snake         | TV serija      |
| 2001      | Artificial Intelligence: A.I.      | Najstink      | film           |
| 2009      | Melrose Place                      | Dylan Foster  | TV serija      |